# Убле
42°44′ пн. ш. 16°50′ сх. д. / 42.73° пн. ш. 16.83° сх. д.
Убле (хорв. Uble) — населений пункт у Хорватії, в Дубровницько-Неретванській жупанії у складі громади Ластово.

## Населення
Населення за даними перепису 2011 року становило 222 осіб.
Динаміка чисельності населення поселення: